# Pterospermum acerifolium
Pterospermum acerifolium är en malvaväxtart som först beskrevs av Carl von Linné, och fick sitt nu gällande namn av Carl Ludwig von Willdenow. Pterospermum acerifolium ingår i släktet Pterospermum och familjen malvaväxter. Inga underarter finns listade i Catalogue of Life.

## Bildgalleri

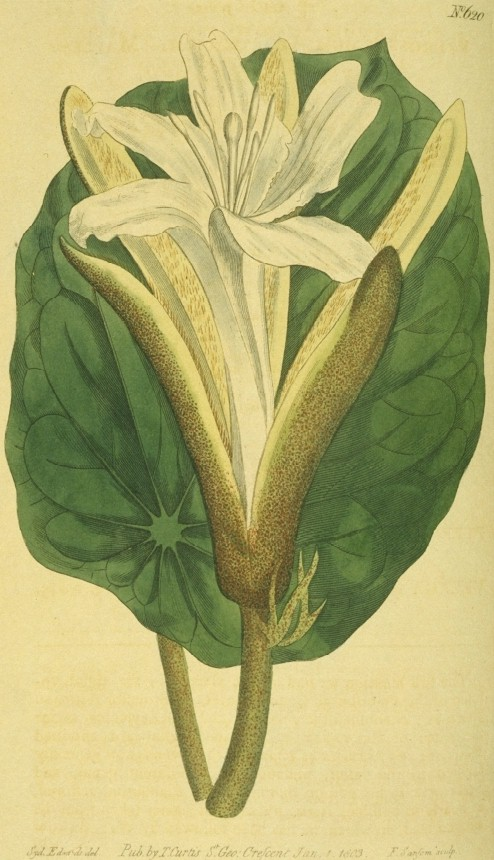
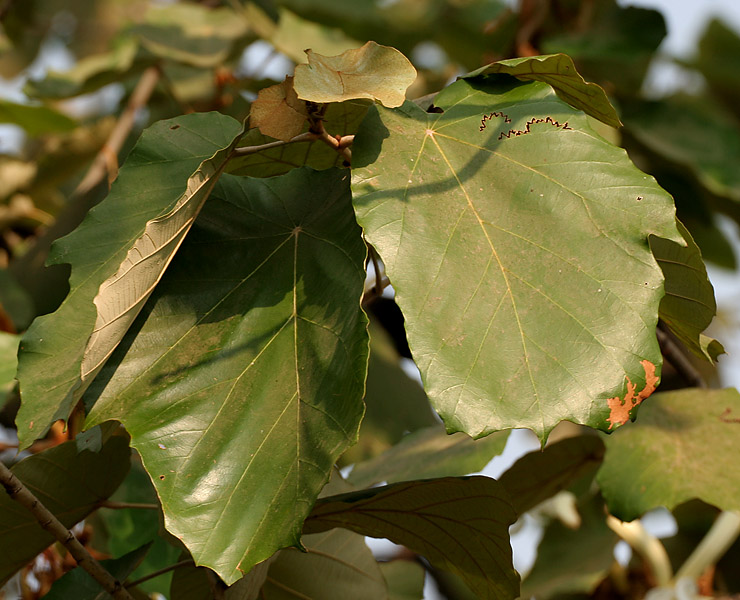
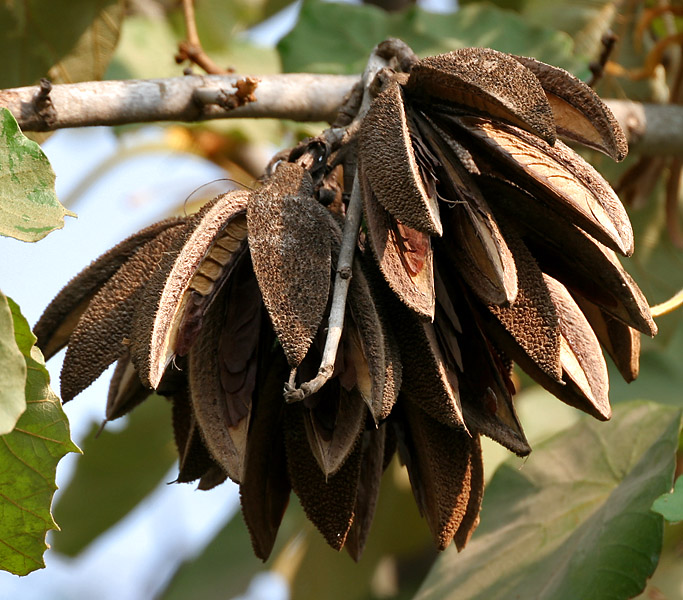
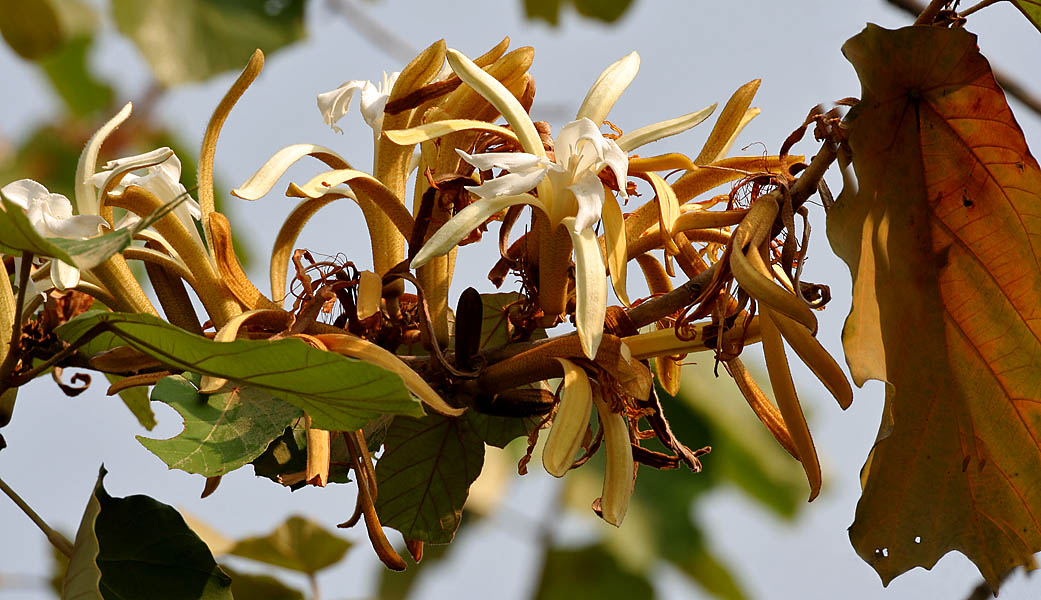